# HFS+
HFS Plus，或HFS+是苹果公司为替代他们的分层文件系统（HFS）而开发的一种文件系统。它被用在Macintosh电脑（或者其他运行Mac OS的电脑）上。它也是iPod上使用的其中一种格式。HFS+也被称为Mac OS Extended和HFS Extended。在开发过程中，苹果公司也把这个文件系统的代号命名为“Sequoia”。
HFS+是一个HFS的改进版本，支持更大的文件，并用Unicode来命名文件或文件夹，代替了Mac OS Roman或其他一些字符集。和HFS一样，HFS+也使用B树来存储大部分分卷元数据。

## 其他作業系統

### Linux
Linux內核包含了hfsplus模組供系統掛載。HFS+的fsck與mkfs工具程式也被移植到套件裡，其中，fsck與mkfs工具程式也是hfsprogs套件的一部份。
在2009年時，只要硬碟分割的空間大小大於2TB，Linux核心提供的HFS+驅動程式就會崩潰。因此，Linux發行版像是Debian和Ubuntu開始不允許使用者掛載硬碟分割大小大於2TB的HFS+分割區。而在2011年11月時，原先對HFS+有掛載限制的Linux發行版逐漸解除此限制。
在現在Linux HFS+驅動中，為了要安全的將資料寫進HFS+分割區，HFS+的日記功能將會被Linux 的HFS+驅動程式停用。在macOS上，若HFS+的硬碟分割沒有使用macOS的時光機功能，則可以關閉此硬碟分割的日記功能。

### Windows
在Windows上有商業軟體MacDrive和Paragon HFS for Windows 可以讓使用者格式化並讀寫HFS+檔案系統。同时从Mac OS X 10.6开始Boot Camp所随附的驱动程序也可以使Windows能够读取HFS+文件系统的分区。

## 註解
1. ↑  . Apple Developer Connection. March 5, 2004  [2007-03-28]. （原始内容存档于2009-07-01）.
2. ↑  . Support.apple.com. 2008-07-29  [2010-07-05]. （原始内容存档于2010-07-30）.
3. ↑  . Apple Developer News. 1997  [2007-03-28]. （原始内容存档于2008-05-12）.
4. ↑  .   [2020-12-08]. （原始内容存档于2012-07-09）.
5. ↑  .   [2010-11-19]. （原始内容存档于2009-07-03）.
6. ↑  .   [2010-11-19]. （原始内容存档于2010-10-04）.
7. ↑  .   [2013-01-10]. （原始内容存档于2013-05-15）.

## 外部連結
- （英文） HFS Plus Volume Format（页面存档备份，存于）